# アムステルダム駅
アムステルダム駅（英語：Amsterdam Station）は、ニューヨーク州アムステルダム ウェスト・メイン・ストリート466にある駅。

## 利用可能な鉄道路線／列車

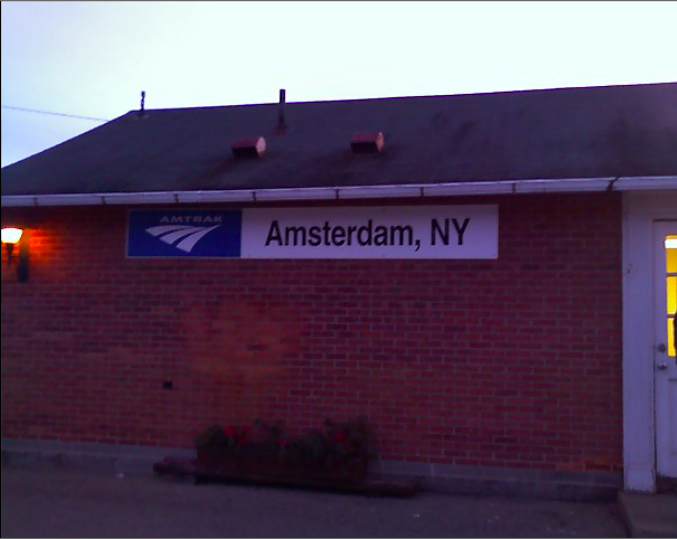
アムトラックのアムステルダム駅

アムトラック：
帝国回廊線
アムトラックの停車する列車は下記の通り。
トロントとニューヨーク間の昼行国際列車メープルリーフ号…1日1往復停車
ニューヨーク州ナイアガラフォールズとニューヨーク間の昼行中長距離列車エンパイア・サービス…1日2往復停車（ナイアガラフォールズ (ニューヨーク州)まで運行する便が当駅に停車）